# ОШ „Свети Сава” Смедерево
ОШ „Свети Сава” једна је од градских основних школа у Смедереву и једна од најмлађих школа у Подунавском округу. Налази се у улици Металушка бб.

## Историјат
Са изградњом школе почело се 2005. године, а завршена је августа 2009. Основана је Одлуком Скупштине града Смедерева 25. марта 2009. и уписана је у судски регистар код Трговинског суда у Пожаревцу 2. јуна 2009. Званично почиње са радом 1. септембра 2009. када ју је отворио тадашњи министар просвете Жарко Обрадовић и иницијатор њеног отварања професор др Драгољуб Мићуновић. Отварању су присуствовали и представници локалне самоуправе Смедерева. Настава се изводи у матичној школи у Смедереву, у новоизграђеном и модерном објекту који располаже савременим и функционалним наставним и техничким средствима. У свом саставу имају и подручну школу у Вучаку где се настава изводи у четири разреда и одељења. Садрже тринаест учионица, кабинете за техничко и информатичко образовање, хемију, физику и биологију, фоно-лабораторију, читаоницу, библиотеку, канцеларије директора, секретара, административног радника и педагога, зборницу, фискултурну салу са пратећом опремом, посебне просторије за предшколску групу и истурено одељење музичке школе, радну станицу, сервер, лаптоп, видео пројектор, стони скенер, ласерске штампаче, фотокопир машину, графоскоп, белу таблу за пројектовање, телевизор, LCD телевизор, машину за коричење, флешеве, факс машину, мини линије, преносиви касетофон са CD, LCD плејер, инсталацију LAN и комплет опрему за кабинет страних језика. У ограђеном дворишту се налазе терени за мали фудбал, кошарку и одбојку и атлетска стаза. Страни језици који се уче у школи су енглески, француски и немачки језик.

## Догађаји
Догађаји Основне школе „Свети Сава”:
- Савиндан
- Дан примирја у Првом светском рату
- Међународни дан жена
- Међународни дан математике
- Дечја недеља
- Недеља науке
- Пролећни фестивал
- Спортске игре младих